# Denkmalgeschützte Objekte im Okres Martin

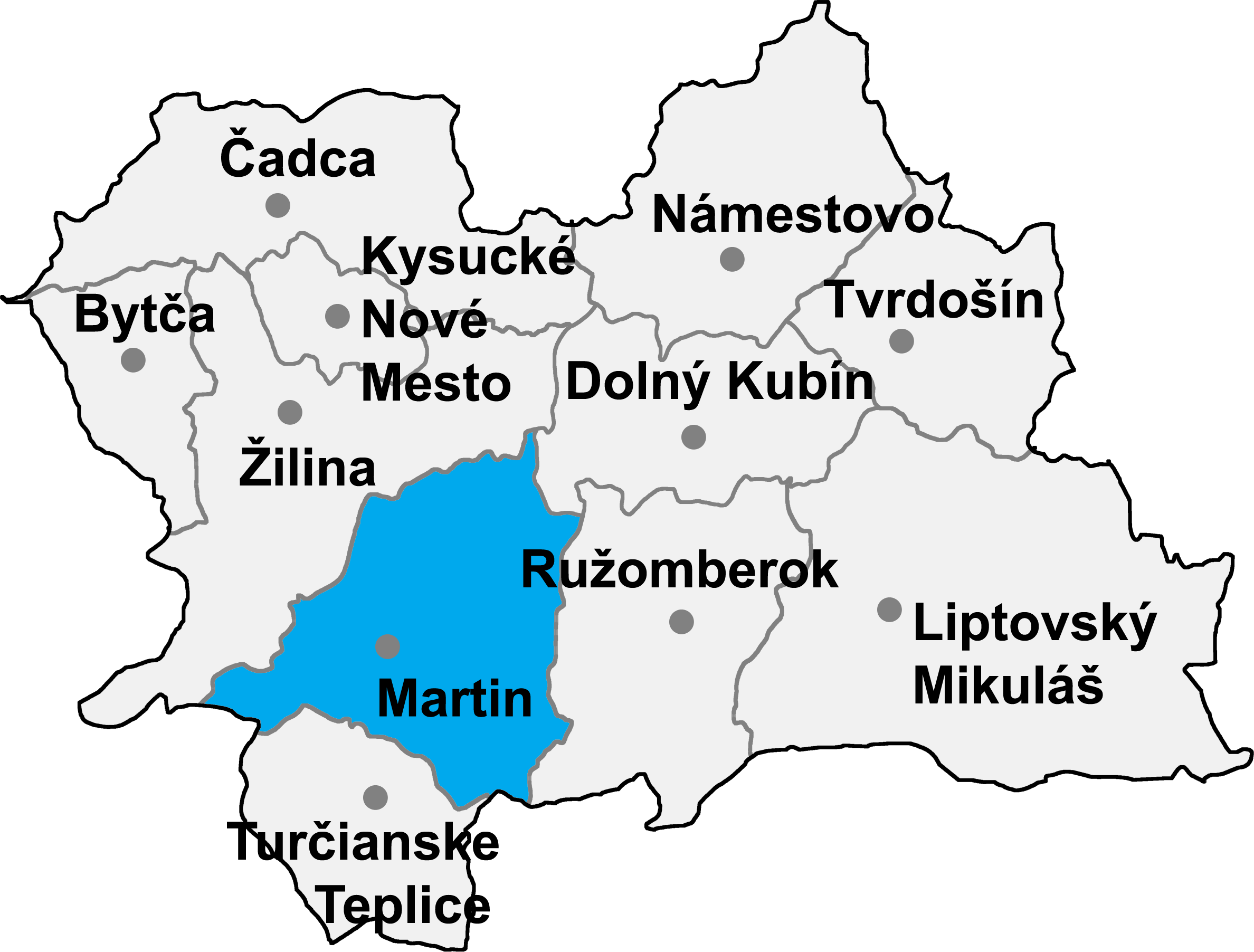

Im Okres Martin bestehen 327 denkmalgeschützte Objekte. Die unten angeführte Liste führt zu den Gemeindelisten und gibt die Anzahl der Objekte an. In Gemeinden, die nicht verlinkt sind, existieren keine geschützten Objekte.
| Gemeindeliste                 | Objektanzahl |
| ----------------------------- | ------------ |
| Belá-Dulice                   | 5            |
| Benice                        | 2            |
| Blatnica                      | 26           |
| Bystrička                     | 3            |
| Diaková                       | 0            |
| Dolný Kalník                  | 0            |
| Dražkovce (Andreas-Josef)     | 1            |
| Ďanová                        | 0            |
| Folkušová                     | 4            |
| Horný Kalník                  | 0            |
| Karlová                       | 0            |
| Kláštor pod Znievom (Kloster) | 46           |
| Košťany nad Turcom            | 2            |
| Krpeľany                      | 2            |
| Laskár                        | 0            |
| Ležiachov                     | 0            |
| Lipovec                       | 3            |
| Martin (Turz-Sankt Martin)    | 142          |
| Necpaly                       | 8            |
| Nolčovo                       | 0            |
| Podhradie                     | 2            |
| Príbovce (Pribotz)            | 2            |
| Rakovo                        | 2            |
| Ratkovo                       | 0            |
| Sklabina                      | 8            |
| Sklabinský Podzámok           | 23           |
| Slovany (Sloben)              | 1            |
| Socovce                       | 1            |
| Sučany                        | 7            |
| Šútovo                        | 0            |
| Trebostovo                    | 2            |
| Trnovo                        | 0            |
| Turany                        | 4            |
| Turčianska Štiavnička         | 9            |
| Turčianske Jaseno             | 3            |
| Turčianske Kľačany            | 0            |
| Turčiansky Ďur (Sankt Georg)  | 1            |
| Turčiansky Peter              | 4            |
| Valča                         | 6            |
| Vrícko (Münnichwies)          | 1            |
| Vrútky (Ruttek)               | 6            |
| Záborie                       | 1            |
| Žabokreky                     | 0            |